# Motte Kippekausen
Die Motte Kippekausen ist eine durch Wassergräben gesicherte kleine Motte (Turmhügelburg) und ein ehemaliger Ortsteil im heutigen Stadtteil Kippekausen von Bergisch Gladbach.

## Beschreibung
Bis heute sind von der ehemaligen Burganlage noch Reste der Grundmauern sowie der innere Wassergraben erhalten geblieben. Die Karte zeigt die Rekonstruktion des Grundrisses. Vom äußeren Wassergraben und den Abläufen ist spätestens seit dem Bau der Straße, im Bild dunkel schattiert, nichts mehr zu erkennen.
Wahrscheinlich entstand die befestigte Ansiedlung Ende des 9. Jahrhunderts. Urkundlich erwähnt wird sie 1404. Einer ihrer Besitzer war Heinrich von Merheim. Nach ihrem Niedergang im 16. Jahrhundert wurde sie vom nahe gelegenen Gut Kippekausen weiter genutzt.

## Bodendenkmal
Die noch erhaltene Hauptburg besteht aus einem 18 × 25 m großen und 2 m hohen Hügel, der von einer rechteckigen Mauer umzogen ist. Sodann sind Fundamente eines Turms mit einer Grundfläche von 7 × 5 m und von weiteren Gebäuden vorhanden. Um den Hügel herum besteht ein 10 – 15 m breiter Graben.
Die gesamte Anlage der Motte wurde unter Nr. 1 in die Liste der Bodendenkmäler in Bergisch Gladbach eingetragen.